# The Little Snob

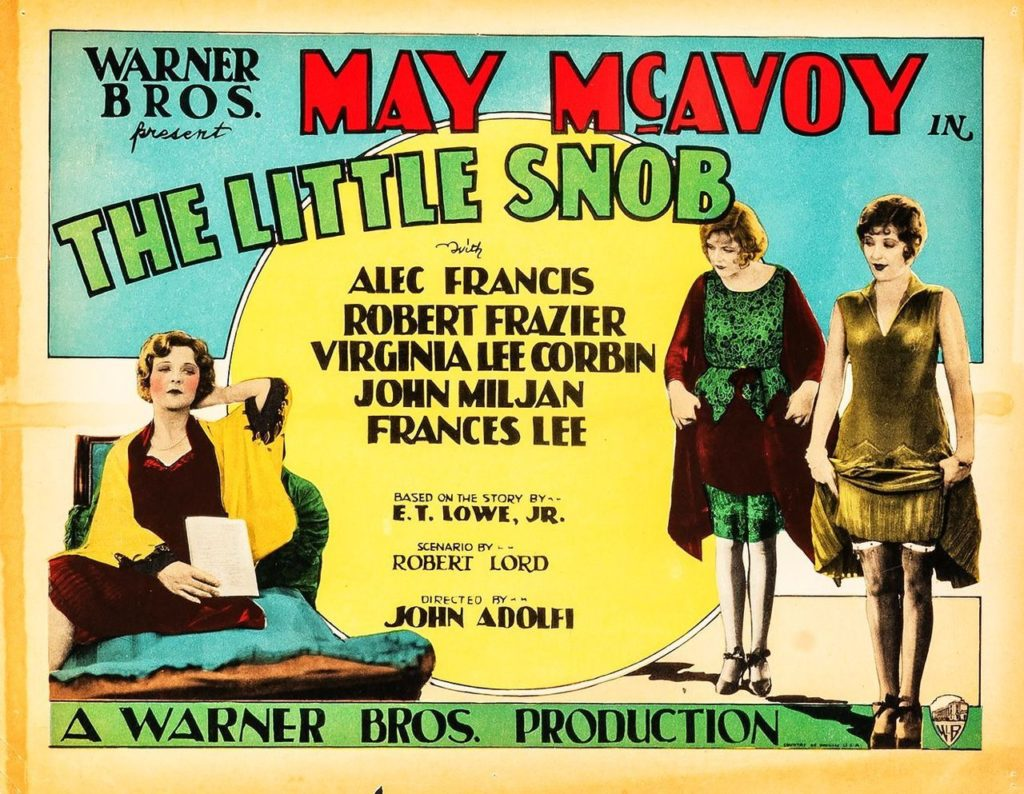
Tarja de propaganda de la pel·lícula

The Little Snob és una comèdia produïda per la Warner Bros. el 1928. Dirigida per John G. Adolfi, i interpretada per May McAvoy, es va estrenar l'11 de febrer de 1928. Ed va estrenar amb efectes sonors sincronitzats (música) utilitzant la tecnologia de Vitaphone però no incloïa diàlegs.

## Argument
Colonel Banks, propietari del "Kentucky Derby", una de les atraccions de Coney Island, envia la seva filla May a un pensionat elitistes per preparar-la per entrar en la societat. Ella s'acomiada del seu pare i del seu estimat Jim, remarcant de broma que quan torni s'haurà convertit en una senyoreta molt estirada per als seus amics quan torni. A l'escola adquireix les maneres de fer i els gustos dels seus amics mundans, Alice i Jane, i es compromet amb Walt Keene, que creu que és una noia rica. La seva associació amb aquestes noves amistats la converteix en una insuportable esnob. Els seus nous amics reneguen d'ella quan, en una visita a Coney Island, descobreixen que el seu pare no és un home ric. Després d'un primer moment de pànic, May decideix tornar amb els seus veritables amics i la seva vida, i, saltant a la plataforma, es procedeix a cridar a la multitud, demostrant al seu pare i a Jim que no té vergonya d'ells. Més tard, Keene torna per reclamar el seu anell de diamants amenaçant-la però Jim arriba i dona a Keene una lliçó.

## Repartiment
- May McAvoy (May Banks)
- Robert Frazer (Jim Nolan)
- Alec B. Francis (Colonel Banks)
- Virginia Lee Corbin (Jane)
- Frances Lee (Alice)
- John Miljan (Walt Keene)
- Clyde Cook
- Conrad Nagel
- David Mir